# スコット・ライス
スコット・アダム・ライス（Scott Adam Rice , 1981年9月21日 - ）は、アメリカ合衆国・カリフォルニア州シミバレー出身の元プロ野球選手（投手）。左投左打。

## 経歴

### プロ入りとオリオールズ傘下時代
1999年のMLBドラフトで、ボルチモア・オリオールズから1巡目（全体44位）指名を受け入団。
2003年まではA+級以下でプレー。2004年にAA級ボウイ・ベイソックスに初昇格。
2005年はAA級ボウイで57試合に登板して、4勝1敗1セーブ8ホールド、防御率3.27を記録したが、オフの10月15日にFAとなった。12月1日にオリオールズと再契約した。
2006年はAAA級オタワ・リンクスに初昇格し、52試合に登板して、3勝4敗1セーブ7ホールド、防御率3.86を記録したが、メジャー昇格には至らず、オフの10月15日にFAとなった。

### オリオールズ退団後
2006年11月29日にテキサス・レンジャーズとマイナー契約。2007年は怪我のためマイナー8試合の出場にとどまった。オフの10月29日にFAとなった。
2008年3月2日にロサンゼルス・ドジャースとマイナー契約を結ぶも、28日に自由契約となった。その後は独立リーグ・アトランティックリーグのロングアイランド・ダックスでプレー。
2009年5月20日にサンディエゴ・パドレスとマイナー契約。AA級サンアントニオ・ミッションズで25試合に登板したが、防御率7点台と不振を極め、8月7日に自由契約となった。その後はアトランティックリーグのニューアーク・ベアーズでプレー。
2010年3月6日にコロラド・ロッキーズとマイナー契約を結び、AA級タルサ・ドリラーズに配属。7月にAAA級コロラドスプリングス・スカイソックスに昇格。オフの11月6日にFAとなった。
2010年11月17日にシカゴ・カブスとマイナー契約。開幕前の2011年3月23に自由契約となった。4月にアトランティックリーグのヨーク・レボリューションと契約。15試合に登板して1勝1敗、防御率2.45の好成績を残し、7月8日にロサンゼルス・ドジャースとマイナー契約を結んだ。傘下AA級チャタヌーガ・ルックアウツで34試合に登板して4勝4敗1セーブ9ホールド、防御率1.95の成績を残した。
2012年はドジャースのスプリングトレーニングに招待選手として参加したが、開幕はAAA級アルバカーキ・アイソトープスで迎えた。アルバカーキでは54試合に登板して、2勝3敗9セーブ6ホールド、防御率4.40の成績を残した。オフの11月2日にFAとなった。

### メッツ時代
2012年11月16日にニューヨーク・メッツと契約し、2013年のスプリングトレーニングに招待選手として参加した。オープン戦での好投が認められ、苦節14年にして初のメジャー昇格となる開幕ベンチ入りを果たした。そして、同年4月1日のサンディエゴ・パドレス戦でメジャーデビューを果たした。以後はシーズンを通して中継ぎとしてフル回転し、73試合に登板して4勝5敗17ホールド、防御率3.71という成績を残した。
2014年はシーズン序盤から苦戦し、32試合に登板して防御率は5点台に悪化した。6月11日にAAA級ラスベガス・フィフティワンズに降格。7月に右肘を手術した
。オフの11月3日にFAとなったが、12月10日にマイナー契約で残留した。
2015年はAAA級ラスベガスで56試合に登板し、2勝1敗1セーブ9ホールド、防御率1.82をマークするも、メジャー昇格の機会はなかった。オフの11月6日にFAとなった。

### メッツ退団後
2015年12月14日にアリゾナ・ダイヤモンドバックスとマイナー契約を結び、2016年のスプリングトレーニングに招待選手として参加することになった。
2016年は傘下AAA級リノ・エーシズで開幕を迎えたが、9試合に登板して防御率5.68と成績は芳しくなく、5月4日に自由契約となった。6月10日にアトランティックリーグのヨーク・レボリューションと契約した。シーズン終了後に退団。この年限りで現役を引退した。
現役引退後は故郷のロサンゼルスで不動産関係の仕事に就いている。

## 詳細情報

### 年度別投手成績
| 年 度    | 球 団    | 登 板 | 先 発 | 完 投 | 完 封 | 無 四 球 | 勝 利 | 敗 戦 | セ 丨 ブ | ホ 丨 ル ド | 勝 率 | 打 者 | 投 球 回 | 被 安 打 | 被 本 塁 打 | 与 四 球 | 敬 遠 | 与 死 球 | 奪 三 振 | 暴 投 | ボ 丨 ク | 失 点 | 自 責 点 | 防 御 率 | W H I P |
| -------- | -------- | ----- | ----- | ----- | ----- | -------- | ----- | ----- | -------- | ----------- | ----- | ----- | -------- | -------- | ----------- | -------- | ----- | -------- | -------- | ----- | -------- | ----- | -------- | -------- | ------- |
| 2013     | NYM      | 73    | 0     | 0     | 0     | 0        | 4     | 5     | 0        | 0           | .444  | 213   | 51.0     | 42       | 1           | 27       | 4     | 2        | 41       | 3     | 1        | 22    | 21       | 3.71     | 1.35    |
| 2014     | NYM      | 32    | 0     | 0     | 0     | 0        | 1     | 2     | 0        | 0           | .333  | 66    | 13.2     | 15       | 1           | 12       | 1     | 1        | 13       | 5     | 0        | 9     | 9        | 5.93     | 1.98    |
| MLB：2年 | MLB：2年 | 105   | 0     | 0     | 0     | 0        | 5     | 7     | 0        | 0           | .417  | 279   | 64.2     | 57       | 2           | 39       | 5     | 3        | 54       | 8     | 1        | 31    | 30       | 4.18     | 1.49    |

### 背番号
- 56 (2013年 - 2014年)